# 绝地求生冠军联赛
绝地求生冠军联赛（英語：PUBG Champions League，简称PCL），是《绝地求生》在中国大陆地区的顶级联赛，目前共有3个赛区共48支队伍参赛，每个赛区16支队伍，每年进行春季赛、夏季赛以及秋季赛三次联赛。

## 历史
第一届PCL春季赛于2019年4月29日开赛，冠军为VC战队；第一届PCL夏季赛于2019年8月19日开赛，冠军为4AM战队。
2020年，绝地求生冠军联赛赛事组织委员会计划一年举办春、夏、秋三季PCL比赛。三季联赛计划日程分别为：PCL春季赛（2月9日-3月1日）、PCL夏季赛（5月）和PCL秋季赛（8月）。此外，2020年起，PCL赛区将允许俱乐部提交最多2名非中国大陆户籍选手的参赛申请，所有非中国大陆选手，须遵守中国相关法律法规。
受新型冠状病毒疫情影响，2020年1月31日，绝地求生官博发布公告，宣布原定于2月9日开幕的PCL 2020春季赛延期举行，恢复时间另行通知。3月16日，绝地求生官博发布公告，宣布2020绝地求生冠军联赛（PCL）春季赛拟定于4月5日通过线上赛形式开启，2020绝地求生冠军联赛春季赛季前赛（PCLP）拟定于3月27日至29日线上进行，绝地求生发展联赛（PDL）拟定于4月5日线上开打。

## 历届冠军及上场队员
| 年份   | 赛季   | 冠军队伍       | 队员                                |
| ------ | ------ | -------------- | ----------------------------------- |
| 2019年 | 春季赛 | VC Gaming      | DJboy、DouM、Summer、Tide           |
| 2019年 | 夏季赛 | Four Angry Men | We1less、ZGGO1、Forever、xxxLu      |
| 2020年 | 春季赛 | Luminous Stars | 91Karl、LongDD、Monsters、Seventeen |
| 2020年 | 夏季赛 | Infantry       | Longskr、Jiaoyang、Boliang、9       |
| 2020年 | 秋季赛 | Four Angry Men | Godv、Forever、xxxLu、CRAZY112      |
| 2021年 | 春季赛 | Four Angry Men | Godv、Forever、xxxLu、CRAZY112      |